# Amanda Knox (film 2011)
Amanda Knox (Amanda Knox: Murder on Trial in Italy, anche conosciuto come The Amanda Knox Story o come Amanda Knox - La storia senza fine) è un film per la televisione del 2011, diretto da Robert Dornhelm ed ispirato all'omicidio di Meredith Kercher, avvenuto a Perugia nel 2007.
Il film è stato trasmesso il 21 febbraio 2011 dal canale televisivo statunitense Lifetime e ha come protagonisti Hayden Panettiere nel ruolo della protagonista Amanda Knox, Paolo Romio in quelli di Raffaele Sollecito, ed Amanda Fernando Stevens in quelli di Meredith Kercher. Il film è stato girato principalmente a Tivoli e a Roma dopo che a Perugia è stata vietata la possibilità di realizzare il film. Il film alla sua prima messa in onda statunitense è stato seguito da circa tre milioni di spettatori.
Amanda Knox: Murder on Trial in Italy è stato scritto da Wendy Battles, che in passato ha lavorato alla sceneggiatura di varie serie televisive come CSI: NY e Law & Order.
La trasmissione del film è stata seguita da un documentario di un'ora, Beyond the Headlines: Amanda Knox, che analizza il sistema legale italiano, con i punti di vista dei genitori di Amanda, dei suoi amici, degli investigatori, dei pubblici ministeri e degli studiosi del diritto.
In Italia il lungometraggio è andato in onda in prima visione assoluta su Canale 5 il 3 dicembre 2012 alle 21.10. Amanda Knox, dopo aver visionato il film, ha affermato di non averlo gradito, così da ingaggiare una squadra di avvocati inviando una diffida a Mediaset per evitarne la messa in onda, in quanto all'epoca il processo era ancora in corso.
Anche i legali della famiglia Kercher e il padre John hanno protestato, in particolare per la ricostruzione-flashback fatta dai magistrati nel film, dove si vede la presunta scena di omicidio di Meredith con Rudy, Amanda e Raffaele, considerata poco rispettosa della vittima.

## Trama
La ricostruzione della vita della giovane studentessa americana Amanda Knox, accusata dell'omicidio di Meredith Kercher e poi scagionata al termine di un processo che ha diviso l'Italia.

## Produzione
Prima di Hayden Panettiere, erano state prese in considerazione per la parte di Amanda Knox anche Lindsay Lohan, Megan Fox, Emily Blunt e Kristen Stewart.